# Ponte do Cassal
A ponte do Cassal (em armênio: Քասաղի կամուրջ; romaniz.: Kʼasałi kamurǰ) é o nome atribuído a três pontes sobre o rio Cassal, na província de Aragatsotn, na Armênia. A mais antiga delas é uma ponte de três vãos, construída em tufo, em 1664, adjacente aos restos de uma ponte dos séculos XII e XIII. A mais nova foi inaugurada em 1955. É uma ponte de mão única que conecta os bairros nas margens direita e esquerda do rio Cassal. Foi construída uma terceira ponte suspensa, que moveu a rodovia Erevã-Guiumri ao norte da cidade de Astaraque, e a estrada do distrito da margem esquerda da cidade ao centro foi significativamente encurtada.